# Temple protestant de Calais
 (mars 2018).
Le temple protestant de Calais est un édifice religieux situé rue du Temple à Calais. La paroisse est rattachée à l'Église protestante unie de France.

## Historique
Le temple protestant de Calais a été construit durant l'entre-deux-guerres et inauguré en 1934 et rendu au culte.
Un premier temple méthodiste, situé rue du Pont-Lottin à Calais, fut construit en 1868 pour les fidèles francophones de l'église méthodiste de Saint-Pierre-lès-Calais. En 1938, cette communauté se rallia à l'Église réformée de France, et l'orgue fut restauré puis transféré. Les seuls éléments liturgiques présents dans ce temple protestant sont la chaire, la table de communion, une Bible ouverte et une croix.

## Caractéristiques

### Extérieur
Le temple est un bâtiment construit en béton selon un plan quadrangulaire. La façade donnant sur la rue présent un aspect art déco avec un pignon à redent. Elle est percée de trois hautes fenêtres rectangulaire. La porte d'entrée est surmontée d'une sculpture représentant un livre (la Bible) entouré de rayons.

### Intérieur
Le temple de Calais possède un orgue de tribune réalisé par F.H. Brown and Sons de Canterbury vers 1890 qui, installé dans l'église anglicane fut démonté et remonté dans le temple actuel en 1933-1934. Une restauration fut réalisée en 1949. En 2002, d'importants travaux de restauration furent entrepris. Son dernier organiste titulaire était Mr Patrice Adam.
Ce temple est très éclairé par ses fenêtres simples, dont les vitraux ne forment qu'une seule croix. Son plafond, abaissé en lambris, dissimule à l'arrière de l'édifice, au-dessus de la croix, un motif identique mais en beaucoup plus grand, semblable à celui situé au-dessus de la porte d'entrée principale.
Le bâtiment dispose également de plusieurs salles, dont une sacristie, une salle annexe et une cuisine.

PASTEUR
- Pasteur Gilbert Mear a servi dans cette église dans les années 80.
- Pasteur Jan-Albert Roetman a officié entre 1996 et 2001 à Calais-Dunkerque avant de poursuivre son ministère à Lille en 2010 .
- Pasteur Dieter Miss
- Pasteur Françoise WEBER
- Pasteur Jan-Albert Roetman
- Pasteur Andrew Rossiter
- Pasteur Jérémy Duval a servi la Côte d'Opale, y compris Calais, jusqu'en 2011.

Depuis 2016, il n'y a plus de pasteur attitré sur la Côte d'Opale, et les cultes sont assurés par des prédicateurs laïcs